# Chłopowo (powiat szczecinecki)
Chłopowo – osada w Polsce położona w województwie zachodniopomorskim, w powiecie szczecineckim, w gminie Barwice.